# Robert Bolder
Pour les articles homonymes, voir Bolder.
Robert Bolder est un acteur britannique, essentiellement du cinéma muet, né à Londres le 20 juillet 1859 et mort à Beverly Hills le 10 décembre 1937.  
Bolder a également participé à plusieurs productions de Broadway au début du XXe siècle.

## Filmographie partielle
- 1915 : Charlot débute (His New Job) de Charlie Chaplin : le président du studio
- 1918 : Le Lieutenant Douglas (Arizona) de Douglas Fairbanks et Albert Parker : le docteur
- 1920 : The Girl in Number 29 de John Ford : Jacob Epstein
- 1920 : Sick Abed de Sam Wood : Dr. Flexner
- 1920 : The Furnace de William Desmond Taylor : Solomon Bassbridge
- 1921 : Hurle à la mort (The Silent Call) de Laurence Trimble : James Houston
- 1921 : The Marriage of William Ashe de Edward Sloman : Lord Parham
- 1922 : Le Droit d'aimer (Beyond the Rocks) de Sam Wood : Josiah Brown
- 1923 : Calvaire d'apôtre (The Christian) de Maurice Tourneur : Révérend Golightly
- 1924 : L'Aigle des mers (The Sea Hawk) de Frank Lloyd : Ayoub
- 1924 : Le Capitaine Blood de David Smith : Amiral van der Kuylen
- 1925 : Blue Blood de Scott R. Dunlap : Leander Hicks
- 1925 : Stella Maris de Charles Brabin : Dr. Haynes
- 1930 : La Dame à scandale (The Lady of Scandal) de Sidney Franklin : Hilary
- 1930 : The Florodora Girl de Harry Beaumont : Commodore
- 1931 : New Adventures of Get Rich Quick Wallingford de Sam Wood : rôle mineur
- 1933 : Gigolettes of Paris de Alphonse Martell : rôle indéterminé
- 1935 : Soir de noces (The Wedding Night) de King Vidor : le docteur